# Економічний матеріалізм

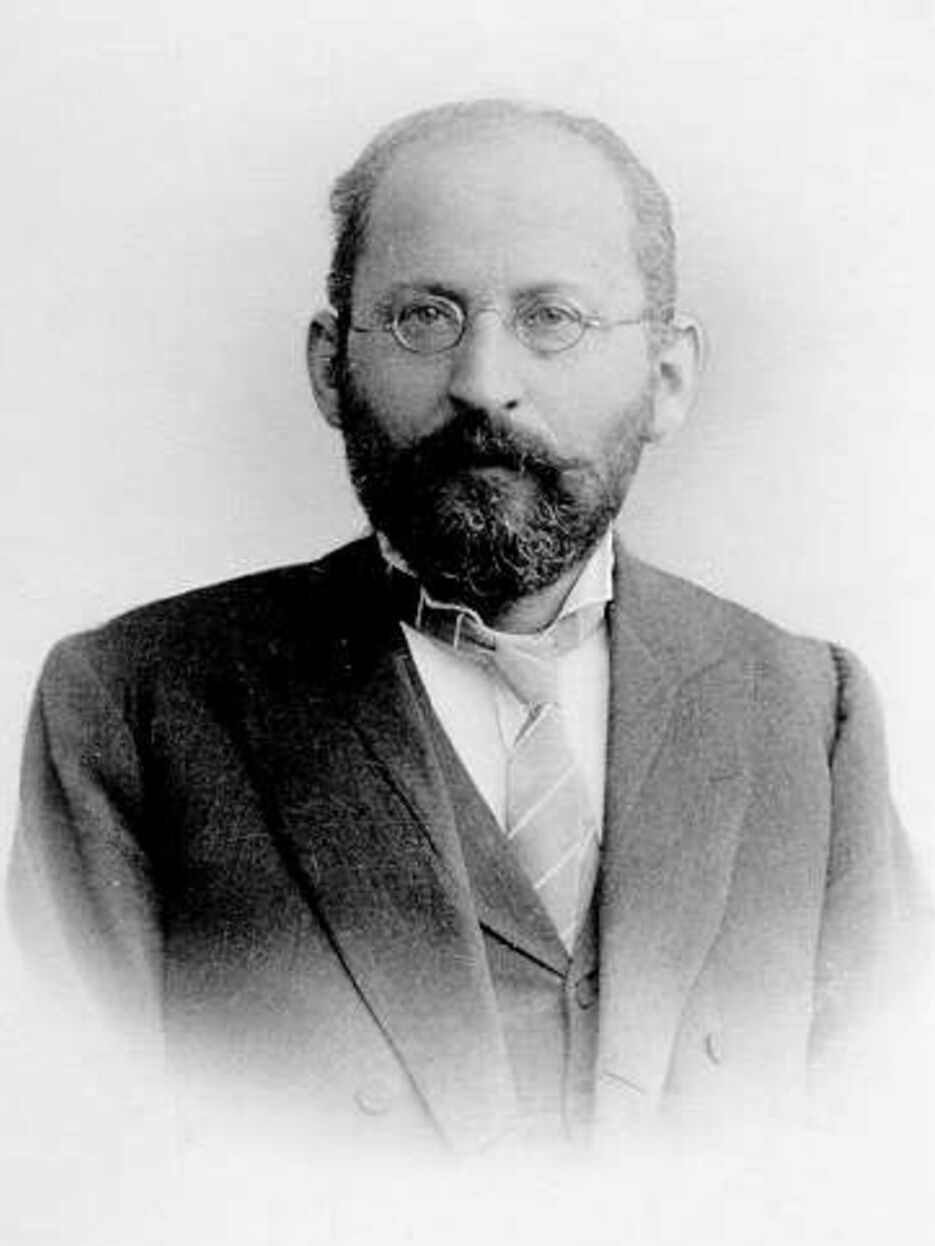
Едуард Бернштейн — реформатор соціалізму

 Економічний матеріалізм  — вульгарно-матеріалістична концепція, течія в соціал-демократії (також відома як бернштейніанство і реформізм в соціалізмі), котра розглядає економічний «фактор» («середовище»), економіку не лише окремо від реальних індивідів але і як наділений усіма функціями суб'єкт історії. На переконання прихильників цієї концепції економіка творить історію самостійно, незалежно від діяльності людей. При тому вони відкидають повністю або применшують значення буття людини, її культурний світ і політику, політичні установи, ідеї і теорії в історичному процесі. Фактично економічний матеріалізм стверджує відчуження людини від результатів власної праці і той стан який при цьому отримують результати праці людини..

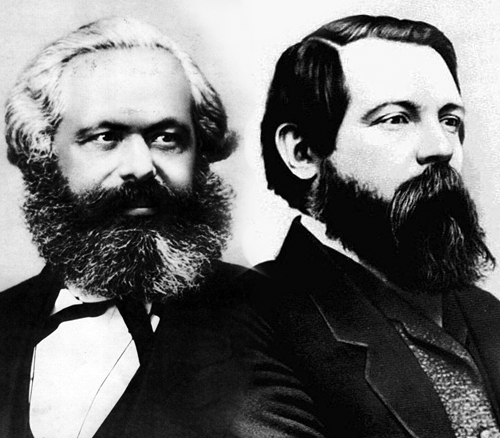
Маркс і Енгельс

Засновником економічного матеріалізму був Едуард Бернштейн (1850-1932, банкір і секретар магната, близький приятель Енгельса, депутат Рейхстагу, спадкоємець документів і творів Маркса і Енгельса). У Росії його підтримували представники «легального марксизму» (П. Б. Струве) і економізму (С. М. Прокопович, О. Д. Кускова).
В Російській імперії твори Бернштейна видавалися легально, бо він сповідував еволюційний перехід від капіталізму до олігархії («муніципалізації»), і витримали три видання. Німецькі соціал-демократи, до організації котрих належав Бернштейн, засудили його вчення у 1899—1901 роках, але від нього і його однодумців не відмежувалася і навіть дозволили їм проповідувати економічний матеріалізм в партійних виданнях.
Ленін з цим вченням активно боровся як з ревізіонізмом в комуністичному русі. Григорій Плеханов у липні 1898 року надрукував статтю «Бернштейн і матеріалізм» в журналі «Die Neue Zeit» з критикою бернштейніанства.